# 陳演生
陳演生（1875年—1952年8月14日），廣東海豐人，鶴佬，中国政治人物，著有《陳競存先生年譜》等書。
中國致公黨創黨祕書長、第2屆、第3屆秘書長，長期輔助致公黨總理陳炯明（競存）和首任中央主席（副主席主持工作）陳其尤。
清帝國時中秀才，后參加同盟會，民國后隨陳炯明在廣東和漳州工作，曾代表陳炯明主持談判。
1949年與同志陳其尤當選中國人民政治協商會議第1屆全國委員會委員。 
1952年終老英屬香港。